# Bästa
Bästa er en opsamlings-dobbelt-CD af Mats Ronander fra 2003. CD'en er udgivet på Warner Music.

## Numre

### CD 1
- Kött & blod (fra "Tokig", 1985)
- Gör meg lycklig nu (fra "Himlen gråter för Elmore James", 1992; duet med Kim Larsen)
- Bluesman (fra "Tokig", 1985)
- God bok (fra "God bok", 1982)
- Good for you (fra "Reality", 1987)
- 50/50 (fra "50/50", 1984)
- Tokig (fra "Tokig", 1985)
- Stum igen (fra "50/50", 1984)
- Lita på vägen (fra "Innanför staden", 1996)
- I min faders hus (fra "Mats", 2001)
- Man av sten (fra "Himlen gråter för Elmore James", 1992)
- Silver (fra "Innanför staden", 1996)
- Suzy Solidor (fra "Himlen gråter för Elmore James", 1992)
- Allt nu! (fra "Hård kärlek", 1981)
- Rock'n'Roll Biznis (fra "Rock'n'roll Biznis", 1989)
- Miriam och medicinflaskan (fra "50/50", 1984)
- Hjärta av ljus (fra "Innanför staden", 1996)

### CD 2
- Sverige (fra "Himlen gråter för Elmore James", 1992)
- Timmen noll (fra "50/50", 1984)
- Tequila Land (fra "Mats", 2001)
- Allt jag kände då (fra "Tokig", 1985)
- Stjärna (fra "Himlen gråter för Elmore James", 1992)
- Suzy i din värld (fra "Mats", 2001)
- Väntar på mirakel (fra "Innanför staden", 1996)
- För kärleks skuld (fra "Tokig", 1985)
- Water from the Moon (fra "Rock'n'roll Biznis", 1989)
- Tears of Joy (fra "Reality", 1987; duet med Sanne Salomonsen)
- Fåfångan (fra "Innanför staden", 1996)
- Doktor Ensamhet (fra "Mats", 2001)
- Vit limousine (fra "Innanför staden", 1996)
- En hederlig man (fra "50/50", 1984)
- Den nya fabriken (fra "Mats", 2001)
- Himlen gråter för Elmore James (fra "Himlen gråter för Elmore James", 1992)
- Kärleken (fra "Mats", 2001)